# Stonehenge Aotearoa

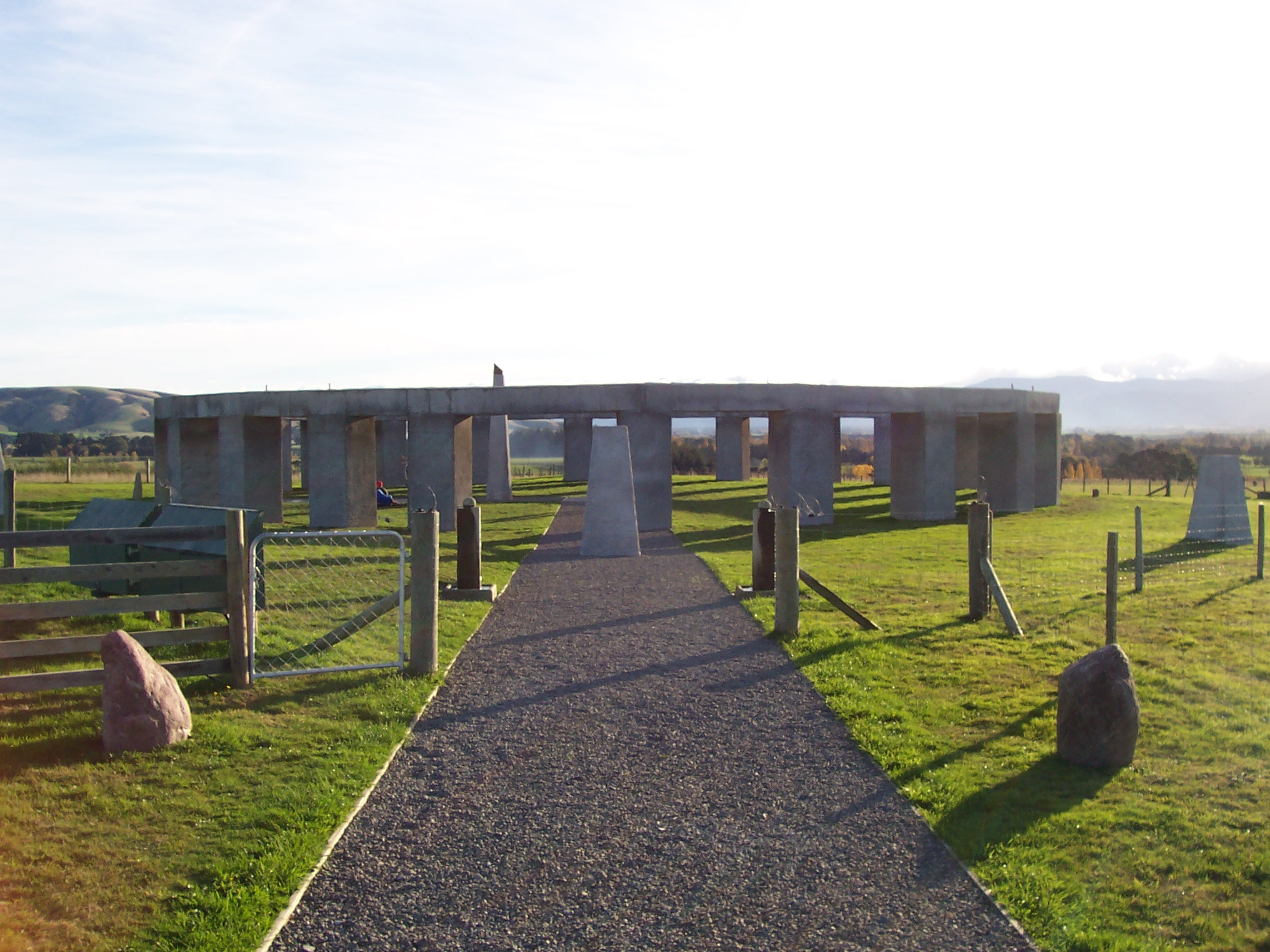
Stonehenge Aotearoa, Eingang

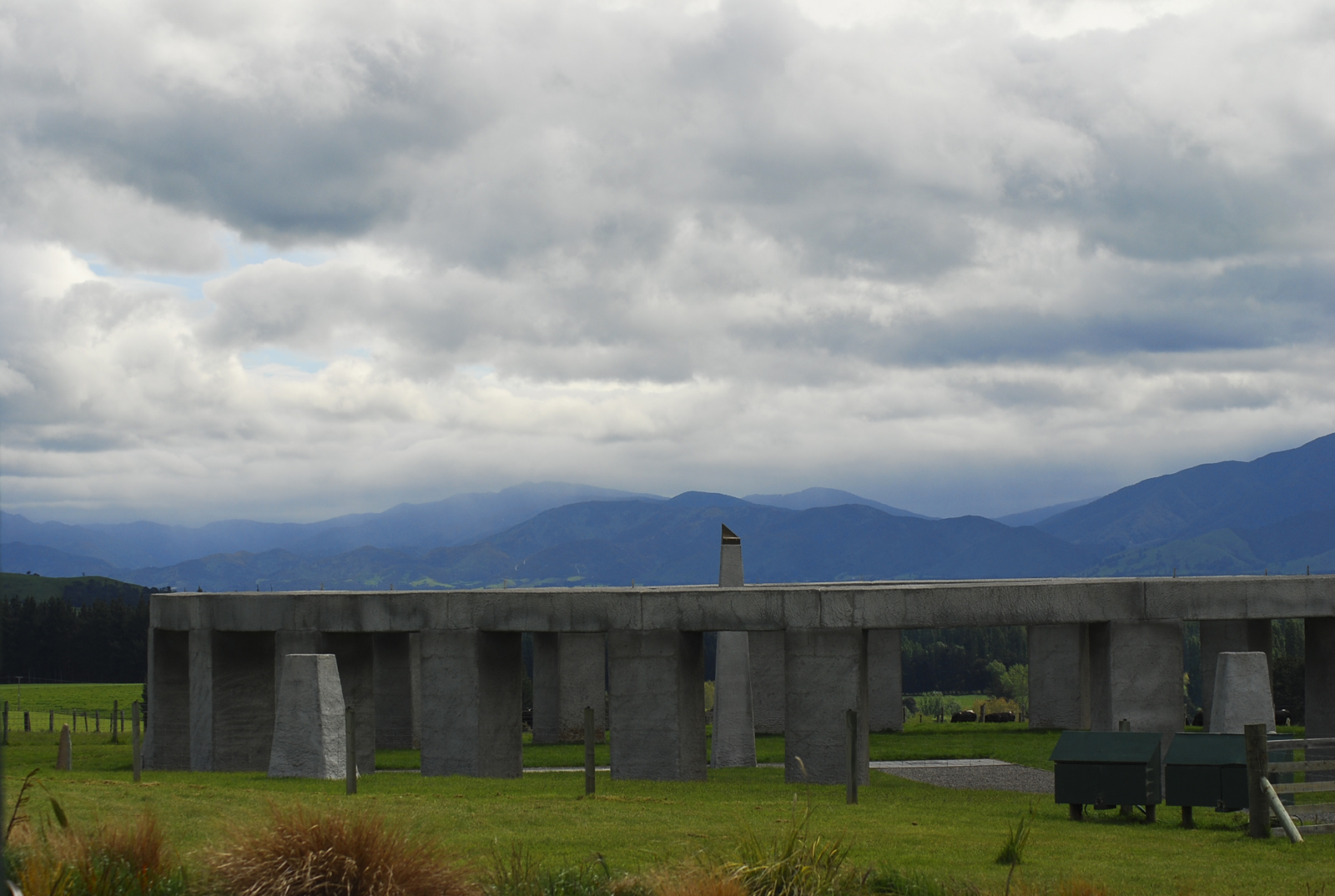
Stonehenge Aotearoa, Außenansicht

Stonehenge Aotearoa ist eine moderne Nachbildung des historischen Stonehenge im neuseeländischen Wairarapa, etwa eine Autostunde von Wellington entfernt. Es handelt sich nicht um eine exakte Kopie des Originalbauwerks, sondern stellt eine funktionelle Kopie dar, die mit modernen Materialien errichtet und an die Gegebenheiten der Lage angepasst wurde. Aotearoa ist der Name Neuseelands in der Sprache der Māori.

## Aufbau
Das Bauwerk wurde von der Phoenix Astronomical Society mit 56.500 NZ$ Unterstützung der Regierung in 18 Monaten von Freiwilligen in mehr als 11.000 Arbeitsstunden erbaut und im Februar 2005 eröffnet. Es stellt eine Synthese des originalen Stonehenge mit den Traditionen der Māori dar. Dies erkennt man am deutlichsten in der Platzierung der Ringsteine: sie zeigen vom Zentrum gesehen nicht nur den täglichen Verlauf und die Position von Sonne und Mond, sondern bilden auch einen polynesischen Sternenkompass, indem sie auch auf die Navigationssterne zeigen, die die frühen Seeleute auf ihrem Weg von und nach Aotearoa zur Positionsbestimmung nutzten.
Der Steinring hat einen Durchmesser von 30 Meter. Er besteht aus 24 3 Meter hohen Säulen und ist mit dem aufliegenden Steinring 4 Meter hoch. Im Zentrum steht ein 5 Meter hoher Obelisk, der den südlichen Himmelspol symbolisiert. Der Schatten des Obelisken fällt auf ein 10 Meter langes entlang des Meridians ausgerichtetes Analemma, auf dem das Datum und die Jahreszeit abgelesen werden kann. Außerhalb des Ringkreises befinden sich sechs Heel-Steine, die die Aufgangs- und Untergangsposition der Sonne an Sonnwenden und den Tagundnachtgleichen markieren.
Die Säulen bestehen aus einem Holzgerüst, das mit einer dünnen durch ein Drahtgerüst stabilisierten Zementschicht ummantelt ist. Sie sind zudem verkabelt und mit Lautsprechern versehen, um bei Veranstaltungen, wie z. B. Hochzeiten eine entsprechende Akustik zu gewährleisten.

## Ziel
Die Idee hinter Stonehenge Aotearoa ist es, die Tatsache zu nutzen, dass viele Menschen von historischen Steinkreisen rund um den Erdball fasziniert sind, egal ob sie sich für Astronomie interessieren oder nicht. Der Steinkreis bildet einen Magneten, um Leute anzuziehen – und wenn diese da sind, kann man ihnen in Führungen viel über die Bewegungen von Sonne und Sternen und die Māori-Kultur beibringen. Außerdem wird erläutert, wie die frühen Polynesier mit ihren besonderen Fähigkeiten, allein durch Sternnavigation die Weiten des Pazifik durchquert haben sollen.